# 菅野序遊
菅野 序遊（すがの じょゆう）は、一中節の三味線方の名跡。代々菅野派家元。

## 初代
（宝暦11年（1761年） - 文政6年12月12日（1824年1月12日））
江戸吉原の引手茶屋・3代目桐屋五兵衛の子。本姓は家田氏。父は病弱で家業に差し障りがあったようで、6歳のころには桐屋を相続する。天明6年（1786年）には妹婿に桐屋の経営を譲り、自身は芸能に専心するようになった。また鉄砲同心の御家人株を取得している。
当初は河東節の2代山彦源四郎に師事して山彦文次郎を称し、文化2年（1805年）には3代目山彦新次郎を襲名、文次郎の名は息子（後の2代目菅野序遊）が継いだ。一方で寛政初年には5代目都一中の一中節にも入門し、やはり文化年間には菅野序遊の名を用いるようになった。古典曲の復活や「羽衣」「廓の寿」「吉原八景」など40曲以上を作曲し、都一中との共著として三味線稽古本『都羽二重拍子扇』を出版するなど、一中節の普及に努めた。
他にも箏曲を山田検校（山田流）に、浄瑠璃を4代目竹本染太夫（義太夫節）に指示するなど芸能において多才だったという。文政6年（1824年）63歳で没。

## 2代目
（天明4年（1784年） - 天保12年1月10日（1841年2月1日））
江戸の生まれ、初代序遊の実子。最初は河東節の三味線方で山彦文次郎。後に一中節に転じて2代目序遊を襲名した。茶、俳句、書画なども嗜む風流人であった。1839年には6代目都一中で紛糾をし菅野派を企てる。

## 3代目
（生年不詳 - 嘉永4年9月17日（1851年10月11日））
江戸の生まれ、2代目序遊の甥。通称を「幾三郎」。

## 4代目
（天保12年7月26日（1841年9月11日） - 大正8年（1919年）9月23日）本名は菅野藤次郎。
江戸吉原の茶屋6代目桐屋五兵衛の子。初代序遊の門弟の菅野序国の門弟で3代目序遊没の1851年に4代目序遊を襲名した。
「江戸紫」「品川八景」などを残す。

## 5代目
（明治19年（1886年）3月26日 - 昭和36年（1961年）8月20日）本名は菅野利三。
4代目序遊の甥で養子。1920年に5代目序遊を襲名し家元になる。
「銀鱗」「桜川」などを残す。